# Isocarpha oppositifolia
Isocarpha oppositifolia là một loài thực vật có hoa trong họ Cúc. Loài này được (L.) Cass. mô tả khoa học đầu tiên năm 1822.